# Deutsches Kabarettarchiv
Das Deutsche Kabarettarchiv hat den Zweck, das kulturelle Erbe des Kabaretts, das sich vor allem als Spielform der Satire präsentiert, zu bewahren und dessen Geschichte bis zur Gegenwart zu dokumentieren. Hauptsitz ist das Mainzer Proviant-Magazin, in dessen Nähe sich auch der Walk of Fame des Kabaretts befindet. Ein zweiter Standort befindet sich in Bernburg an der Saale, wo im Christiansbau des Bernburger Schlosses seit 2004 die Geschichte des DDR-Kabaretts archiviert wird.

## Geschichte
Das Archiv wurde 1961 als private Sammlung von Reinhard Hippen in Mainz gegründet und ging 1989 in den Besitz der Stadt über. Am 16. Juli 2004 wurde der sowohl neue Standort im Mainzer Proviant-Magazin als auch der Walk of Fame durch Christina Weiss, seinerzeit Beauftragte der Bundesregierung für Kultur und Medien, feierlich eröffnet. Der erste der Sterne wurde Werner Finck gewidmet, der Hippen in den 1970er Jahren eine Teilzeitstelle finanziert und ihn dadurch beim Aufbau des Archivs unterstützt hatte. Von 1989 bis 2019 verwaltete der Jurist Jürgen Kessler Hippens Erbe. Seit dem 1. Juli 2019 wird das Deutsche Kabarettarchiv von Archivleiterin Martina Keiffenheim und Verwaltungsleiterin Nicole Roth geführt.

## Umfang des Archivs
Ab dem Jahr 1901 werden sämtliche Kabaretts und kabarettistischen Veranstaltungen im deutschsprachigen Raum fortlaufend archivarisch erfasst und wissenschaftlich erschlossen. Das Gleiche gilt ab 1881 für die französischen Vorläufer. Darüber hinaus werden sämtliche Aktivitäten im Bereich des Chansons (Liedermacher) und des politischen Liedes erfasst.
Zum Bestand gehört eine Bibliothek mit rund 20.000 Bänden und 86 Ordnern mit Noten. Daneben sind rund 10.000 analoge Tonträger (Tonbänder, LPs, MCs) sowie rund 200 digitale Ton- und Datenträger (CD-ROMs, CDs, DVDs) vorhanden. Zum Bestand zählen zudem rund 2.000 audiovisuelle Medien.
Das Plakat-Archiv enthält rund 4.000 Plakate. 250 Originalkarikaturen, Bühnenbild- und Kostümentwürfe, Handschriften, Urkunden, Text- und Regiebücher, Pressestimmen, Szenenbilder, Programmhefte sowie die dokumentarischen Gesamtnachlässe von Werner Finck, Trude Hesterberg, Irene de Noiret, Jürgen von Manger und anderen Kabarettisten befinden sich ebenfalls im Archiv.

## Publikationen
- Klaus Budzinski, Reinhard Hippen (Hrsg.): Metzler Kabarett Lexikon. J. B. Metzler, Stuttgart 1996, ISBN 3-476-01448-7, S. 482.
- Jürgen Kessler (Hrsg.): Kabarett auf eigene Faust (50 Bühnenjahre Hanns Dieter Hüsch). Karl Blessing, München 1997, ISBN 3-89667-051-4, S. 192.
- Tobias Glodek, Christian Haberecht, Christoph v. Ungern-Sternberg (Hrsg.): Politisches Kabarett und Satire. wvb - Wissenschaftlicher Verlag, Berlin 2007, ISBN 978-3-86573-262-0.
- Doppel-CD: Alles Mainz! Hrsg.: Jürgen Kessler, Helmut Pöllmann und Volker Privonitz.